# زارين دة (أذربيجان الشرقية)
زارين دة (بالفارسية: زرین‌ده) هي منطقة سكنية تقع في Charuymaq-e Jonubesharqi Rural District في إيران. يقدر عدد سكانها بـ 33 نسمة .